# Pseudotegenaria animata
Pseudotegenaria animata är en spindelart som först beskrevs av Josef Kratochvíl och Miller 1940.  Pseudotegenaria animata ingår i släktet Pseudotegenaria och familjen trattspindlar.
Artens utbredningsområde är Montenegro. Inga underarter finns listade i Catalogue of Life.